# Eriogonum cithariforme
Eriogonum cithariforme är en slideväxtart som beskrevs av S. Wats.. Eriogonum cithariforme ingår i släktet Eriogonum och familjen slideväxter. Utöver nominatformen finns också underarten E. c. agninum.